# Escobedo, Apaseo el Grande
Escobedo är en ort i Mexiko.   Den ligger i kommunen Apaseo el Grande och delstaten Guanajuato, i den centrala delen av landet, 200 km nordväst om huvudstaden Mexico City. Escobedo ligger 1 947 meter över havet och antalet invånare är 230.
Terrängen runt Escobedo är kuperad åt nordväst, men åt sydost är den platt. Runt Escobedo är det ganska tätbefolkat, med 207 invånare per kvadratkilometer. Närmaste större samhälle är Apaseo el Grande, 17,0 km sydväst om Escobedo. I omgivningarna runt Escobedo växer huvudsakligen savannskog.